# Есплус
Есплус (ісп. Esplús) — муніципалітет в Іспанії, у складі автономної спільноти Арагон, у провінції Уеска. Населення — 681 особа (2009).
Муніципалітет розташований на відстані близько 370 км на північний схід від Мадрида, 70 км на південний схід від Уески.
На території муніципалітету розташовані такі населені пункти: (дані про населення за 2009 рік)
- Есплус: 625 осіб
- Лас-Пуеблас: 8 осіб
- Санта-Марія-дель-Пілар: 23 особи
- Торрегроса: 2 особи
- Ла-Бочоса: 0 осіб
- Егаса: 5 осіб
- Мапса: 5 осіб
- Монкасі: 5 осіб
- Рольсаса: 4 особи

## Демографія
Динаміка населення (INE ):